# Campeonato del Mundo de patinaje de velocidad en línea 1993
El Campeonato Mundial de patinaje de velocidad en línea de 1993 tuvo lugar en la ciudad estadounidense de Colorado Springs. Fue la primera ocasión que la que Estados Unidos organizó el campeonato.

## Mujeres
| Distancia            | Oro                                                         | Plata              | Bronce               |
| Pista                | Pista                                                       | Pista              | Pista                |
| -------------------- | ----------------------------------------------------------- | ------------------ | -------------------- |
| 300 m Contrarreloj   | Vicci King                                                  | Jennifer Rodríguez | Heather Laufer       |
| 500 m Sprint         | Jennifer Rodríguez                                          | Heather Laufer     | Elisabetta Giorgini  |
| 1.500 m Sprint       | Heather Laufer                                              | Jennifer Rodríguez | Vicci King           |
| 3.000 m Línea        | Debby Ann Tilling                                           | Eva Sánchez        | Eva María Richardson |
| 5.000 m Línea        | Jennifer Rodríguez                                          | Debby Ann Tilling  | Vicci King           |
| 10.000 m Puntos      | Moira Tolomei                                               | Heather Laufer     | Debby Ann Tilling    |
| 15.000 m Eliminación | Jerica Trevena                                              | Debby Ann Tilling  | Jennifer Rodríguez   |
| 5.000 m Relevos      | Estados Unidos Vicci King Jennifer Rodríguez Heather Laufer | Italia             | Australia            |

## Hombres
| Distancia            | Oro                                             | Plata          | Bronce         |
| Pista                | Pista                                           | Pista          | Pista          |
| -------------------- | ----------------------------------------------- | -------------- | -------------- |
| 300 m Contrarreloj   | Tony Muse                                       | Dante Muse     | Derek Parra    |
| 500 m Sprint         | Tony Muse                                       | Davy Willems   | Derek Parra    |
| 1.500 m Sprint       | Derek Parra                                     | Tony Muse      | Dante Muse     |
| 3.000 m Línea        | Dante Muse                                      | Derek Parra    | Arnaud Gicquel |
| 5.000 m Línea        | Marco Giannini                                  | Dante Muse     | Filippo de Riu |
| 10.000 m Puntos      | Dante Muse                                      | Derek Parra    | Tony Muse      |
| 20.000 m Eliminación | Derek Parra                                     | Arnaud Gicquel | Tony Muse      |
| 10.000 m Relevos     | Estados Unidos Tony Muse Dante Muse Derek Parra | Colombia       | Argentina      |

## Medallero
| Pos. | País           | Oro | Plata | Bronce | Total |
| ---- | -------------- | --- | ----- | ------ | ----- |
| 1.   | Estados Unidos | 13  | 9     | 9      | 31    |
| 2.   | Italia         | 2   | 1     | 2      | 5     |
| 3.   | Australia      | 1   | 2     | 2      | 5     |
| 4.   | Francia        | 0   | 1     | 1      | 2     |
| 5.   | Bélgica        | 0   | 1     | 0      | 1     |
| 5.   | España         | 0   | 1     | 0      | 1     |
| 7.   | Argentina      | 0   | 0     | 2      | 2     |

- Datos: Q19286175